# Herman Hendrik Timotheus Coops
Herman Hendrik Timotheus Coops (Doetinchem, 12 augustus 1793 – aldaar, 24 juli 1865) was een Nederlandse viceadmiraal titulair, commandant van de vlootbasis te Vlissingen. Hij was onder meer ridder in de Militaire Willems-Orde vierde klasse.

## Loopbaan

### Diverse expedities in de Indische wateren

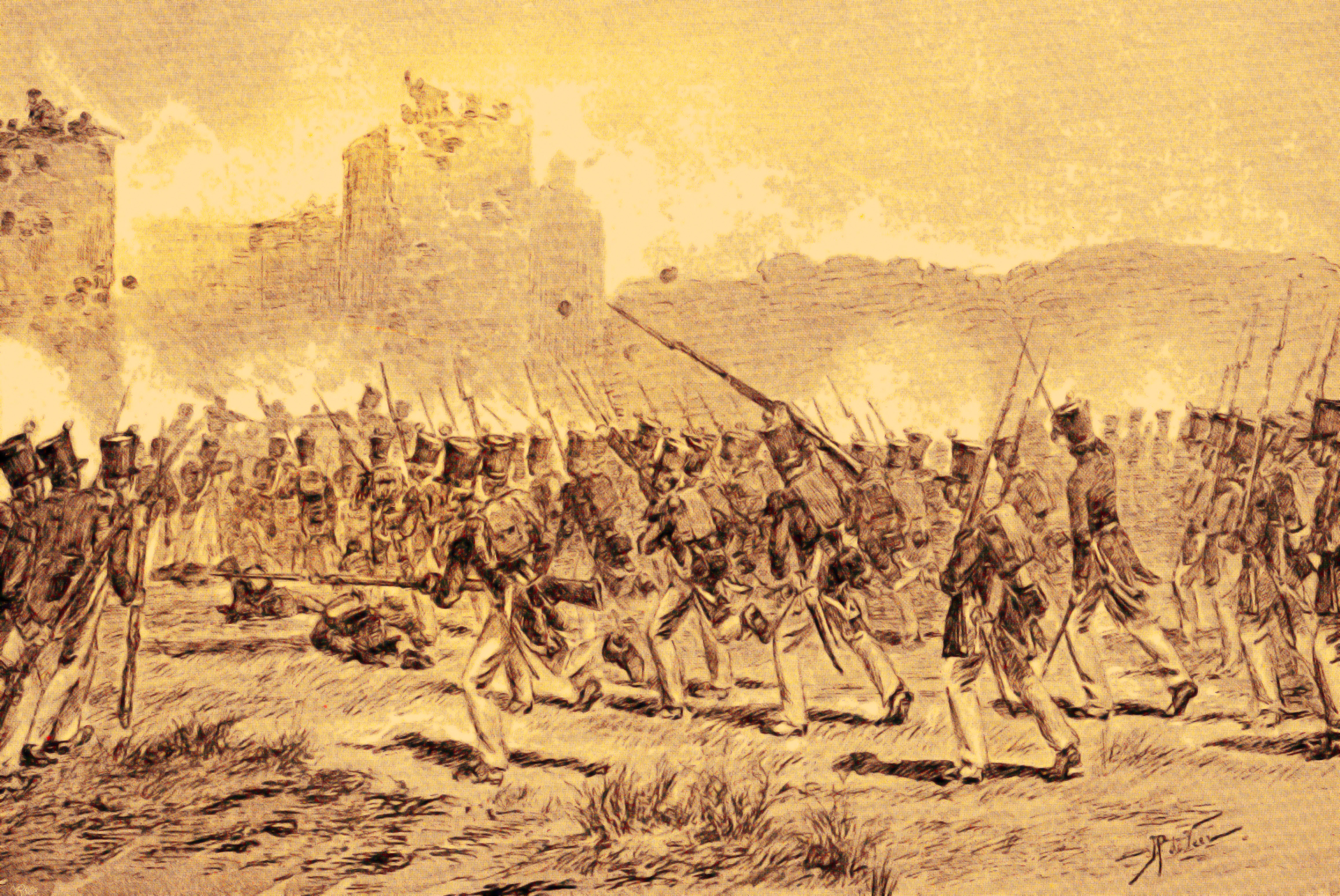
Coops nam deel aan de Java-oorlog

Coops, zoon van de latere burgemeester van Doetinchem Wolter Derk Janszoon Coops, werd op 3 augustus 1807 bij Koninklijk Besluit benoemd tot élève bij de marine; op 29 augustus 1815 vertrok hij in de rang van luitenant-ter-zee naar Nederlands-Indië, alwaar hij zich onder meer bezighield met de overdracht van bepaalde gebiedsdelen door de Engelsen aan de Nederlanders.
Van 3 juli tot 4 augustus 1817 nam hij deel aan de tweede expeditie naar de Molukken, waar hij op 3 augustus landde en tot 3 september 1817 deelnam aan de verovering van Saparoea. Datzelfde jaar was hij ook actief tijdens de expeditie naar Ceram, gedurende welke Fort Loehoe werd ingenomen en in 1821 nam hij deel aan de tweede expeditie naar Palembang. Tijdens deze expeditie werd de radja van Palembang gevangengenomen en door Coops overgebracht naar Batavia. Voor zijn verrichtingen aldaar werd Coops bij Koninklijk Besluit van 3 juli 1820 nummer 58 benoemd tot ridder in de Militaire Willems-Orde vierde klasse.
Coops vertrok vervolgens naar Nederland, maar keerde in de zomer van 1824 per Zr. Ms. fregat Maria Reygersbergen naar Indië terug, waar hij op 1 oktober benoemd werd tot eerste officier van Zr. Ms. fregat Javaan. Met dit schip nam hij deel aan de Java-oorlog, bij de landingsdivisie, te Semarang (26 augustus 1825 tot 1 februari 1826); hij kreeg voor zijn deelname de Medaille van den Oorlog op Java 1825-1830.

#### Verrichtingen in de Europese en Indische zeeën
Op 1 september 1827 werd Coops als eerste officier benoemd op Zr. Ms. fregat Javaan, waarmee hij in eskader op de Middellandse Zee reizen maakt en waarmee hij gedurende bijna drie jaar deel uitmaakt van het eskader in de Levantdivisie bij Smyrna. In november en december 1830, tijdens de Belgische Opstand, en van juni 1831 tot juni 1834 maakte hij met zijn schip deel uit van de derde maritieme linie (van Fort Bath tot Antwerpen). Voor zijn aandeel in dit strijdperk verkreeg hij het Metalen Kruis. Tot maart 1836 was hij vervolgens actief in de functie van commandant van de divisie kanonneerboten te Hellevoetsluis; hij was inmiddels bij Koninklijk Besluit van 12 april 1833 nummer 88 bevorderd tot kapitein-luitenant-ter-zee.

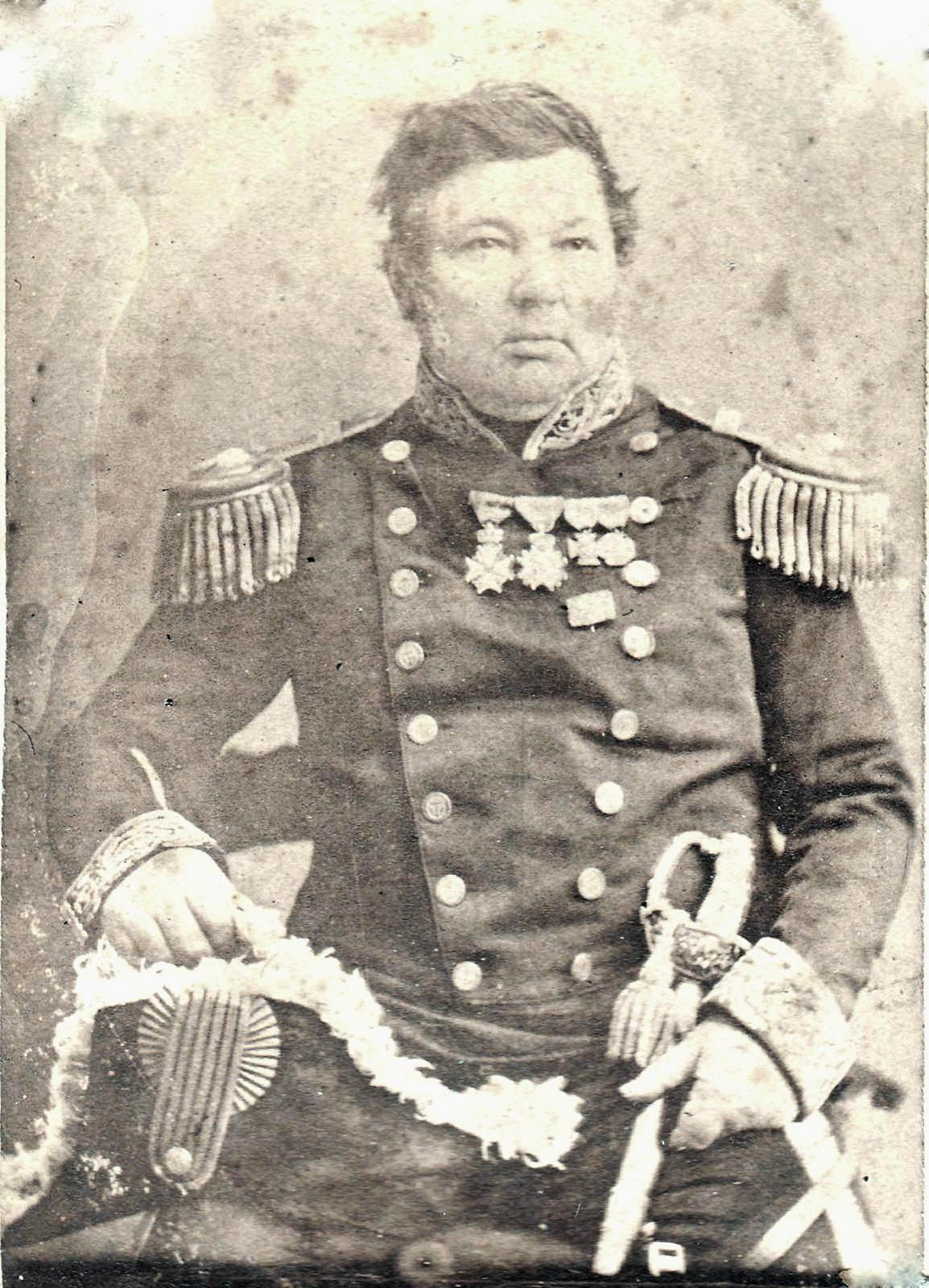
Herman Hendrik Timotheus Coops

Met ingang van 10 maart 1836 werd het transportschip Dordrecht, dan liggend te Hellevoetsluis, in dienst gesteld en het bevel daarover, met een equipage van 50 koppen, opgedragen aan Coops, die met het schip vertrok voor een tocht naar Curaçao; in de ochtend van 20 juli 1837 werd de terugtocht naar Nederland aanvaard. Het schip werd, na vier reizen naar West-Indië, met ingang van 10 juni 1839 buiten dienst en haar commandant op non-activiteit gesteld en Coops werd overgeplaatst op het fregat De Maas, dat in december 1841 gelegen was te Willemsoord, alwaar het in deze maand buiten dienst gesteld en opgelegd werd. Coops werd per 1 januari 1842 overplaatst op het fregat Jason, ook te Willemsoord gelegen en dat per die datum in dienst gesteld werd met een bemanning van 300 en een bovenrol van 30 koppen. Deze indienststelling was met de bepaling dat Coops met zijn état major en equipage op de Jason overging en daarover tijdelijk het bevel zou voeren.

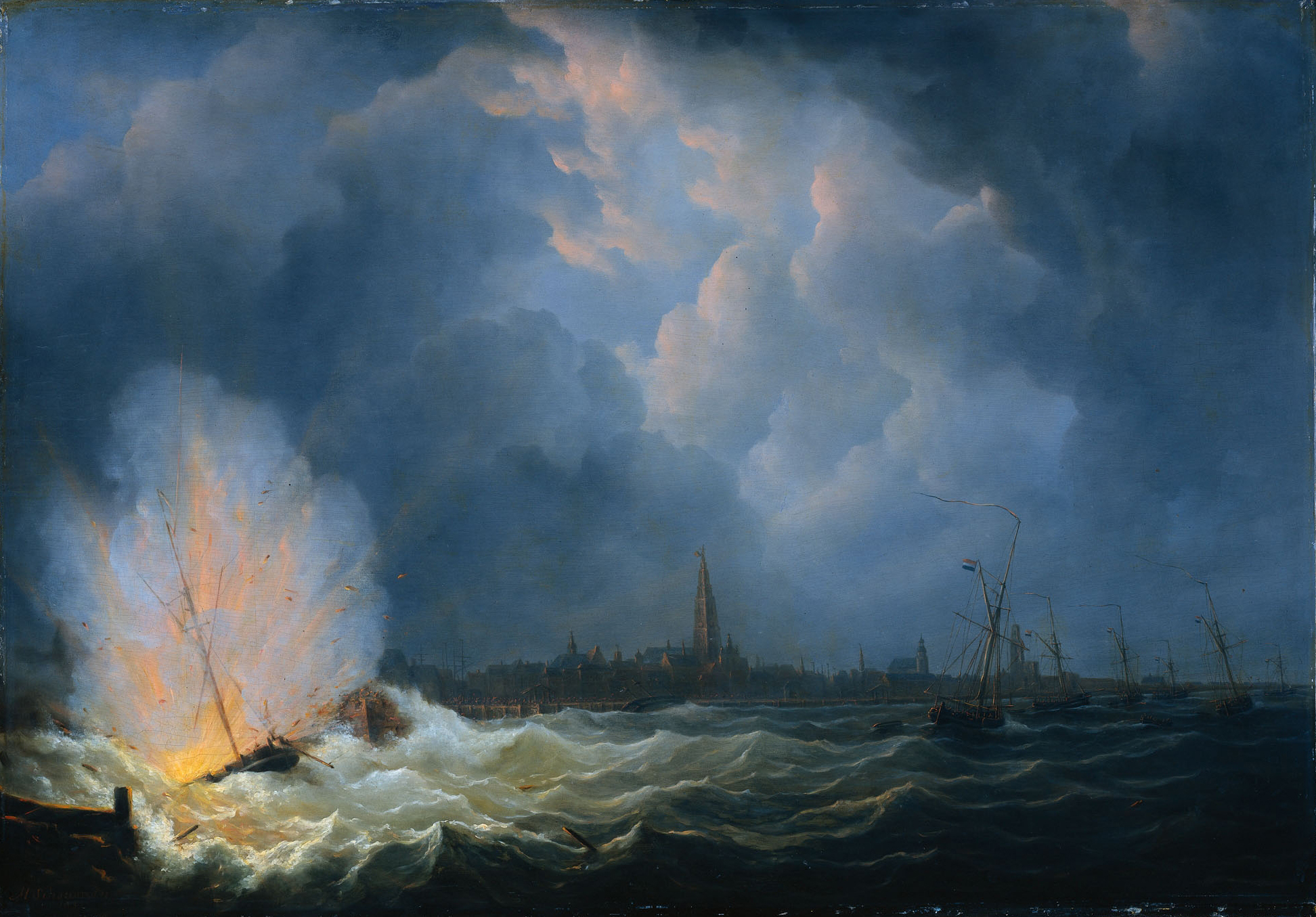
Coops nam deel aan de strijd voor Antwerpen tijdens de Belgische Opstand

Coops werd bij Koninklijk Besluit van 8 oktober 1842 met ingang van 1 oktober 1842 bevorderd tot kapitein-ter-zee en werd overgeplaatst op Zr. Ms. fregat Palembang, waarmee hij vertrok vanaf Texel en op de 5de maart 1843 te Batavia aankwam. Ook gedurende het jaar 1844 bleef hij in de Indische wateren varen, om uiteindelijk afgelost te worden door Zr. Ms. fregat Ceres. Gedurende zijn jaren in Indië maakte hij ook een reis naar Japan; voor deze verrichting werd hij bij Koninklijk Besluit van 6 december 1846 nummer 7 benoemd tot ridder in de Orde van de Nederlandse Leeuw De 5de juni 1845 keerde Coops met de Palembang naar Nederland terug, om aan de rede van Den Helder in de vroege ochtend van de 10de juli aan te komen. Tot de leden van de bemanning van het schip behoorden, naast Coops, verder onder meer luitenant-ter-zee tweede klasse O.A. Uhlenbeck en adelborst jhr H. Quarles van Ufford.

### Latere loopbaan
Coops werd in Nederland benoemd tot commandant der zeemacht in de Monden van de Maas en Goedereede; hij was daarnaast commandant van het wachtschip De Schelde, liggend te Hellevoetsluis. Bij Koninklijk Besluit van 27 november 1849 werd hij tijdelijk aangesteld als directeur en commandant der marine te Vlissingen. Op 31 januari 1850 werd hij bevorderd tot schout-bij-nacht en bij Koninklijk Besluit van 14 februari 1853 nummer 66 op zijn verzoek eervol afgevoerd uit het korps zeeofficieren der Nederlandse marine, krachtens paragraaf 1-a van artikel 33 der wet van de 28e augustus 1853, ter zake van langdurige dienst, per de 1e april 1853 op pensioen gesteld. Coops werd bij Koninklijk Besluit van 24 mei 1853 benoemd tot viceadmiraal titulair; bij dit besluit kreeg hij tevens vergunning tot het aannemen en dragen der versierselen van ridder der tweede klasse in de Orde van de Rode Adelaar, hem geschonken door de koning van Pruisen.
Coops was ridder in de Militaire Willems-Orde, in de Orde van de Nederlandse Leeuw, in de Orde van Oranje-Nassau en in de Orde van de Rode Adelaar tweede klasse en werd onderscheiden met het Metalen Kruis en de Medaille van den Oorlog op Java 1825-1830. Hij overleed na een langdurig ziekbed in de leeftijd van 76 jaar te Stad-Doetinchem.